# Drum național 15A
Der Drum național 15A (rumänisch für „Nationalstraße 15A“, kurz DN15A) ist eine Hauptstraße in Rumänien. Die Straße bildet zugleich einen Abschnitt der Europastraße 578.

## Verlauf
Die Straße zweigt in der Stadt Reghin (Sächsisch-Regen) vom Drum național 16 (Europastraße 578) nach Westen ab, trennt sich nach rund 4 km am Ostrand der Gemeinde Breaza vom weiter nach Westen führenden Drum național 16, wendet sich nach Nordwesten und führt über Teaca (Tekendorf) und Galații Bistriței (Heresdorf) nach Sărățel (Reußen), wo sie rund 12 km südlich von Bistrița auf den Drum național 17 (Europastraße 58) trifft und an diesem endet.
Die Länge der Straße beträgt rund 47 Kilometer.